# DoCoMo2.0
DoCoMo2.0（ドコモにいてんれい、ドコモにいてんゼロ）はNTTドコモが2007年4月23日に発表したキャッチフレーズ、プロモーションおよび企業メッセージ。

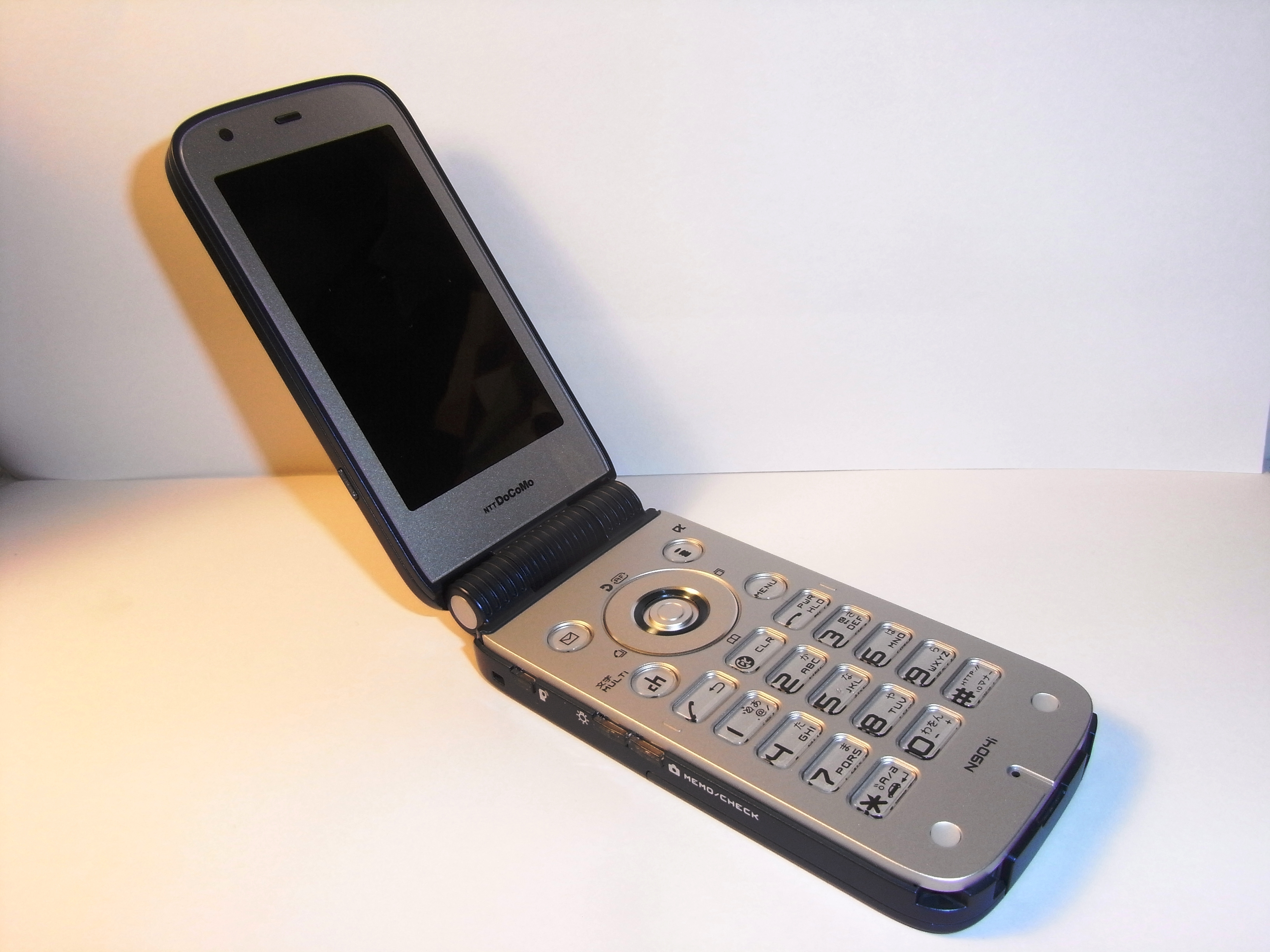
N904i

## 概要
NTTドコモは営業開始15周年記念事業として、2007年4月23日に904iシリーズを5機種発表し、同時に様々な新機能を発表した。そのとき「ケータイが次のステージに進化するシンボル」としてDoCoMo2.0のロゴが掲げられ、変化をアピールした。2000年代に入ってから使われているインターネット用語のWeb 2.0を意識している。
発表会では2007年5月以降に8名の有名人を起用した広告が展開されることが予告された。
起用されたのは、浅野忠信（D904i→P704iμ→N905i）、長瀬智也（N904i→D704i→SH905i）、妻夫木聡（F904i→P704i→P905i）、瑛太（P904i→F704i→F905i）、吹石一恵（P904i→SO905i→N905i）、土屋アンナ（SH904i→SO905i）、蒼井優（D904i→SH905i）、北川景子（SH904i→D905i）そして謎の一人の９名（カッコ内はCMなどの広告で扱っていた端末）。浅野忠信、長瀬智也、妻夫木聡は、かつてauのCMに出演している。
広告で使用された主なキャッチコピーには、「さて、そろそろ反撃してもいいですか？」や「日本全国のドコモユーザーの皆さま、どうぞお楽しみに！ 他社ユーザーの皆さまは、…。」などがある。
「DoCoMo2.0」キャッチコピーは2008年5月に終了となり、新たに「Answer」と銘打った広告戦略を展開している。
当キャッチコピーが使用された期間内に放送されていた一社提供番組における提供アナウンスは「バージョンアップ！　進化するDoCoMoグループ」であった。
DoCoMo2.0で目指されたフルブラウザ、3Gローミング、GPS、ジャイロセンサーなどの要素は、幸か不幸かスマートフォンに受け継がれ、国内メーカーはその後大苦戦に陥ることとなる。

## CM
上記8人のタレントが出演する様々なCMを展開している。また、ホームページでは上記のメイキングなども公開している。8人が主な配役であったが、脇役であった木村祐一が妻夫木の先輩役としてセットで9人目の出演者として登場するCMが数本ある。

### テレビCM
- ティザー篇
- 宣言篇
- 904i DEBUT篇
  - ロングバージョン
- 直感!!コロリンパ篇
  - ロングバージョン
- THE 直感ボウリング篇
  - ロングバージョン
- 2 in 1（人物）篇
- 直感☆ボクシング篇
- ワンセグ（焼肉）篇
  - ロングバージョン
- DCMX（タクシー）篇
  - ロングバージョン
- DCMX（コンビニ）篇
  - ロングバージョン
- 704i DEBUT篇
  - ロングバージョン
- デコメール（考えられへんぞ!!）篇
  - ロングバージョン
  - 初めて木村祐一が出演したバージョン。
- うた・ホーダイ（告白）篇
  - ロングバージョン
- 基本料いきなり半額篇
  - ロングバージョン
- 魔法の箱（debut）篇
- 国境を越えて篇
  - ロングバージョン
- サクサクダウンロード篇
  - ロングバージョン
  - 再び木村祐一が出演したバージョン。
- 変身篇
- 漢字検定篇

### メイキング
- ティザー篇
  - 浅野忠信
  - 長瀬智也
  - 妻夫木聡
  - 瑛太
  - 吹石一恵
  - 土屋アンナ
  - 蒼井優
  - 北川景子
- 904i DEBUT篇
- 直感!!コロリンパ篇
- THE 直感ボウリング篇
- ワンセグ（焼肉）篇
- DCMX（タクシー）篇
- DCMX（コンビニ）篇
- 704i DEBUT篇
- デコメール（考えられへんぞ!!）篇
- うた・ホーダイ（告白）篇
- 魔法の箱（debut）篇
- 国境を越えて篇
- サクサクダウンロード篇
- 変身篇
- 漢字検定篇

### プレミアムムービー
- 奇跡の出会い篇
- 直感!!コロリンパ篇
- デコメール（考えられへんぞ!!）篇

## 評価
同時に発表された新サービス「2in1」について、2つ目の番号を1契約とカウントするとしていたが、競合他社から反発の声が上がり、総務省も「1契約と数えるのが妥当」と判断したことで、電気通信事業者協会の発表する携帯契約数において、2007年8月に2万件余りの純減となった。
「反撃」というキャッチコピーに反し、番号ポータビリティ（以下MNP）制度においては2007年度唯一の契約者数減となった。多数の人気芸能人を起用した広告を展開したものの、MNP制度での契約数の減少により、差し引きで1万4000件余りの純増にとどまった。
2007年冬商戦において905iシリーズが好調だったことから、「年末向けのキャッチフレーズを先出ししたことで、実態を伴っていないという批判を受けた」と指摘されている。また、905iシリーズ以降において選択できるようになった新たな販売方法である「バリューコース」「ベーシックコース」と併せ、「内実がようやくともなった」とも評されている。
その後、auの端末の発売の遅れや端末価格の上昇などによる2007年冬商戦以降の苦戦が指摘されており、2008年12月にはauが1万1700件の転出超過となったのに対し、ドコモはMNP制度開始以来初めて1200件の転入超過を記録、2010年、2011年には顧客満足度第1位を獲得したが、2011年末以降はiPhone不在の影響などから苦戦が続いた。
2007年5月にはテレビCMの本数を前年同月比の3倍に増やしたこともあり、DIMSDRIVEとDIMEが共同で実施した「携帯電話会社のイメージに関するアンケート」では8割近い認知度があった。また、CM好感度は好調に推移しており、CM総合研究所が月2回調査を行っているCM好感度ランキングでは、2007年5月から8月にかけて3.5か月連続で1位となっている。
インターネット上では「DoCoMo2.0」が「ドコモに移転ゼロ」と読めるとして話題となった。
電気通信事業者協会のまとめによると、2006年に過半数となったFOMAユーザーの割合が、2007年8月時点で4分の3近くに達している。このことから、movaユーザーのFOMA転換を促進させる契機となったという意見もある。協会の公表資料によると、2007年9月29日には、FOMA契約者数が第三世代携帯電話初の4,000万契約を突破した。
業界関係者などから「2.0が何を指すのか分からず、イメージが空回りしている」「見た目の豪華さと引き替えに商品訴求が散漫となっている」といった声が上がっている。
多数の有名人を同時に使用している点がTSUBAKIと共通している。この手法の目的として「インパクト効果」「ターゲット層の拡大」が挙げられている。
当時の執行役員夏野剛が発表会において発した「他社様はご覚悟ください」という言葉が話題となった。
また、当時の社長中村維夫は2007年6月26日に行われた定例会見において、発表以降の状況を「DoCoMo 2.0が物議を醸している」と表現している。

## 受賞歴
- 新聞広告賞2007 広告主企画部門 優秀賞[27]
- 交通広告グランプリ2008 キャンペーン部門 最優秀部門賞[28]